# Squamidium macrocarpum
Squamidium macrocarpum là một loài Rêu trong họ Meteoriaceae. Loài này được (Spruce ex Mitt.) Broth. miêu tả khoa học đầu tiên năm 1906.